# فین کریستیان یاگه
فین کریستیان یاگه (انگلیسی: Finn Christian Jagge؛ زادهٔ ۴ آوریل ۱۹۶۶، درگذشتهٔ ۸ ژوئیه ۲۰۲۰) اسکی‌باز آلپاین اهل نروژ بود.